# Begonia subacutata
Espèce
Begonia subacutata est une espèce de plantes de la famille des Begoniaceae.
Elle a été décrite en 1908 par Émile Auguste Joseph De Wildeman (1866-1947).